# Мутанен, Анна
Анна Мутанен (фин. Anna Mutanen; 8 августа 1914, Йоэнсуу — 22 июля 2003, Хельсинки) — финская оперная певица, сопрано, музыкальный педагог. Лауреат высшей государственной награды Финляндии для деятелей искусств Pro Finlandia (1955).

## Биография
Родилась в многодетной семье, где росло 10 детей. Родители, машинист поезда Пекка Мутанен и Сельма Кимари поженились в Америке. Вернувшись в Финляндию, отец был православным, а мать — лютеранкой.
В 1930—1934 годах училась вокалу в церковно-музыкальном училище в Виипури (ныне Выборг). Весной 1934 года получила диплом учителя церковного пения. Работала преподавателем пения.
В 1935—1936 и 1939—1940 годах в продолжила учёбу в Хельсинкском музыкальном институте под руководством Лахья Линко.
Дебютировала на сцене Финской национальной оперы в 1939 году, где выступала до 1963 года.
В 1940—1950-х годах популярную Анну Мутанен называли «карельским соловьем», любимицей народа. Во время войны выступала с многочисленными гастрольными турами, иногда ей приходилось исполнять популярную песню «Карелия» до 15 раз в день.
Прекратила оперные и концертные выступления в 1965 году, после чего продолжала работать учителем пения.

## Награды
- Pro Finlandia (1955)